# Echinodium umbrosum
Echinodium umbrosum är en bladmossart som beskrevs av Georg Friedrich von Jaeger 1878. Echinodium umbrosum ingår i släktet Echinodium och familjen Echinodiaceae. Inga underarter finns listade i Catalogue of Life.